# 332884 Arianagrande
332884 Arianagrande este o planetă minoră (asteroid) din centura de asteroizi. A fost descoperită pe 12 februarie 2010 la Wise Observatory⁠(d) de . 
Obiectul prezintă o orbită caracterizată de o semiaxă mare de 2,5996197722336 UAi, o excentricitate de 0,19832578454566, o înclinație de 7,9766147079667 ° în raport cu ecliptica.